# Чинальо
Чина̀льо (на италиански: Cinaglio; на пиемонтски: Sinaj, Синай) е село и община в Северна Италия, провинция Асти, регион Пиемонт. Разположено е на 245 m надморска височина. Населението на общината е 452 души (към 2010 г.).